# Kisha Seizo
Kisha Seizo Co., Ltd. (汽車製造株式会社; Hepburn: Kisha Seizō Kabushiki Gaisha) egy japán vasúti gördülőállomány gyártó vállalat volt, amely 1896-tól 1972-ig létezett.

## Története
- 1896: Inoue Maszaru alapította Kisha Seizo Joint Stock Company (汽車製造合資会社; Hepburn: Kisha Seizō Gōshi Kaisha?) néven.
- 1899: Oszakában megnyílt a gyár.
- 1901: Egyesül a tokiói Hiraoka gyárral Hiraoka Factory (平岡工場; Hepburn: Hiraoka Kōjō?), egy autóbusz- és személygépkocsi-gyártó vállalattal. A két üzemet átszervezték az oszakai központ és a tokiói fióktelep néven.
- 1912: a vállalati átszervezés után Kisha Seizo Co., Ltd. (汽車製造株式会社?) néven átalakul.
- 1936: A központ Tokióba költözik; az oszakai központból oszakai fióktelep lesz.
- 1944: A két fióktelep (gyár) átnevezése Osaka Works és Tokyo Works.
- 1968: Vasúti kocsigyár építése Ucunomijában.
- 1972: Összeolvad a Kawasaki Heavy Industries-szal.[1]